# Reinhard Keiser
Reinhard Keiser, döpt 12 januari 1674 i Teuchern, död 12 september 1739 i Hamburg, var en tysk tonsättare.
Keiser fick sin musikutbildning vid Thomasskolan i Leipzig. Han räknas som en av de mest betydelsefulla tyska operatonsättarna under barocken. 
1694 kom han till Hamburg, där han gjorde en betydande insats för den där 1678 grundade tyska operan.

## Verk i urval

### Operor
(Uruppförda, om inget annat angives, i Hamburg)
- Der Königliche Schäfer oder Basilius in Arkadien, in einer Opera auf dem Hamburgischen Schau-Platze vorgestellet. (1694)
- Procris und Cephalus (1694 Braunschweig)
- Der geliebte Adonis (1697)
- Der bei dem allgemeinen Welt-Frieden von dem Großen Augustus geschlossene Tempel des Janus (1698)
- Die wunderbar errettete Iphigenia (1699)
- Die Verbindung des großen Herkules mit der schönen Hebe (1699)
- La forza della virtù oder Die Macht der Tugend (1700)
- Störtebeker und Jödge Michels (2 Teile, 1701; endast librettot bevarat)
- Die sterbende Eurydice oder Orpheus (2 Teile, 1702)
- Die verdammte Staat-Sucht, oder Der verführte Claudius (1703)
- Der gestürzte und wieder erhöhte Nebukadnezar, König zu Babylon (1704)
- Almira, Königen von Castilien (Weissenfels 1704; Librettist okänd, partituret saknas)
- Die römische Unruhe oder Die edelmütige Octavia[förtydliga] (1705)
- Die kleinmütige Selbst-Mörderin Lucretia oder Die Staats-Torheit des Brutus (1705)
- Die neapolitanische Fischer-Empörung oder Masaniello furioso (1706)
- Der angenehme Betrug oder Der Carneval von Venedig (1707)
- La forza dell'amore oder Die von Paris entführte Helena (1709)
- Desiderius, König der Langobarden (1709)
- Der durch den Fall des großen Pompejus erhöhete Julius Caesar (1710)
- Der hochmütige, gestürzte und wieder erhabene Croesus (1710, ny version 1730)
- L'inganno fedele oder Der getreue Betrug (1714)
- Fredegunda (1715)
- L'Amore verso la patria oder Der sterbende Cato (1715)
- Das zerstörte Troja oder Der durch den Tod Helenens versöhnte Achilles (1716)
- Die großmütige Tomyris (1717)[2]
- Jobates und Bellerophon (1717)
- Ulysses (1722 Köpenhamn)
- Bretislaus oder Die siegende Beständigkeit (1725)
- Der lächerliche Prinz Jodelet (1726)
- Lucius Verus oder Die siegende Treue (1728)

### Instrumentalmusik
- 2 Triosonater (i G-dur och F-dur)
- Flöjtkonsert

### Sakrala verk
- Der für die Sünde der Welt gemarterte und sterbende Jesus, passionsoratorium Brockes-Passion (1712)[3]
- Passio secundum Marcum (Markuspassion) (autenticiteten tveksam, troligen av Friedrich Nicolaus Bruhns)